# Selección de fútbol playa de Rusia
La selección de fútbol playa de Rusia es el equipo representativo del país en competiciones oficiales. Está controlada por la Unión del Fútbol de Rusia, que pertenece a la UEFA.

## Estadísticas

### Copa Mundial de Fútbol Playa FIFA
| Copa Mundial de Fútbol Playa FIFA | Copa Mundial de Fútbol Playa FIFA | Copa Mundial de Fútbol Playa FIFA | Copa Mundial de Fútbol Playa FIFA | Copa Mundial de Fútbol Playa FIFA | Copa Mundial de Fútbol Playa FIFA | Copa Mundial de Fútbol Playa FIFA | Copa Mundial de Fútbol Playa FIFA |
| Año                               | Ronda                             | J                                 | G                                 | G+                                | P                                 | GF                                | GC                                |
| --------------------------------- | --------------------------------- | --------------------------------- | --------------------------------- | --------------------------------- | --------------------------------- | --------------------------------- | --------------------------------- |
| 2005                              | No clasificó                      | No clasificó                      | No clasificó                      | No clasificó                      | No clasificó                      | No clasificó                      | No clasificó                      |
| 2006                              | Descalificado                     | Descalificado                     | Descalificado                     | Descalificado                     | Descalificado                     | Descalificado                     | Descalificado                     |
| 2007                              | Fase de grupos                    | 3                                 | 1                                 | 0                                 | 2                                 | 9                                 | 6                                 |
| 2008                              | Cuartos de final                  | 4                                 | 2                                 | 0                                 | 2                                 | 16                                | 11                                |
| 2009                              | Cuartos de final                  | 4                                 | 2                                 | 0                                 | 2                                 | 13                                | 9                                 |
| 2011                              | Campeón                           | 6                                 | 6                                 | 0                                 | 0                                 | 44                                | 21                                |
| 2013                              | Campeón                           | 6                                 | 5                                 | 1                                 | 0                                 | 29                                | 15                                |
| 2015                              | Tercer lugar                      | 6                                 | 3                                 | 1                                 | 2                                 | 30                                | 25                                |
| 2017                              | No clasificó                      | No clasificó                      | No clasificó                      | No clasificó                      | No clasificó                      | No clasificó                      | No clasificó                      |
| 2019                              | Tercer lugar                      | 6                                 | 4                                 | 0                                 | 2                                 | 30                                | 29                                |
| 2021                              | Campeón                           | 6                                 | 3                                 | 3                                 | 0                                 | 30                                | 18                                |
| Total                             | 8/11                              | 41                                | 26                                | 5                                 | 10                                | 171                               | 105                               |

### Clasificación Copa Mundial FIFA
| Clasificación de UEFA para la Copa Mundial de Fútbol Playa FIFA | Clasificación de UEFA para la Copa Mundial de Fútbol Playa FIFA | Clasificación de UEFA para la Copa Mundial de Fútbol Playa FIFA | Clasificación de UEFA para la Copa Mundial de Fútbol Playa FIFA | Clasificación de UEFA para la Copa Mundial de Fútbol Playa FIFA | Clasificación de UEFA para la Copa Mundial de Fútbol Playa FIFA | Clasificación de UEFA para la Copa Mundial de Fútbol Playa FIFA | Clasificación de UEFA para la Copa Mundial de Fútbol Playa FIFA |
| Año                                                             | Ronda                                                           | J                                                               | G                                                               | G+                                                              | P                                                               | GF                                                              | GC                                                              |
| --------------------------------------------------------------- | --------------------------------------------------------------- | --------------------------------------------------------------- | --------------------------------------------------------------- | --------------------------------------------------------------- | --------------------------------------------------------------- | --------------------------------------------------------------- | --------------------------------------------------------------- |
| 2008                                                            | Tercer lugar                                                    | 7                                                               | 5                                                               | 0                                                               | 2                                                               | 28                                                              | 12                                                              |
| 2009                                                            | Subcampeón                                                      | 6                                                               | 5                                                               | 0                                                               | 1                                                               | 35                                                              | 14                                                              |
| 2011                                                            | Tercer lugar                                                    | 7                                                               | 5                                                               | 0                                                               | 2                                                               | 54                                                              | 21                                                              |
| 2013                                                            | Subcampeón                                                      | 8                                                               | 6                                                               | 0                                                               | 2                                                               | 43                                                              | 27                                                              |
| 2015                                                            | Campeón                                                         | 7                                                               | 7                                                               | 0                                                               | 0                                                               | 28                                                              | 13                                                              |
| 2017                                                            | Quinto lugar                                                    | 8                                                               | 6                                                               | 1                                                               | 1                                                               | 45                                                              | 21                                                              |
| 2019                                                            | Campeón                                                         | 8                                                               | 8                                                               | 0                                                               | 0                                                               | 51                                                              | 9                                                               |
| 2021                                                            | No participó                                                    | No participó                                                    | No participó                                                    | No participó                                                    | No participó                                                    | No participó                                                    | No participó                                                    |
| 2023                                                            | Descalificado                                                   | Descalificado                                                   | Descalificado                                                   | Descalificado                                                   | Descalificado                                                   | Descalificado                                                   | Descalificado                                                   |
| Total                                                           | 7/8                                                             | 51                                                              | 42                                                              | 1                                                               | 8                                                               | 284                                                             | 117                                                             |

## Palmarés
- Copa Mundial de Fútbol Playa de FIFA: 3

2011, 2013, 2021
- Copa Intercontinental: 3

2011, 2012, 2015
- Euro Beach Soccer League: 5

2009, 2011, 2013, 2014, 2017
- Euro Beach Soccer Cup: 2

2010, 2012
- Juegos Europeos: 1

2015
- Intercup: 2

2019, 2021